# Douro (serviço ferroviário)
O Douro foi um serviço ferroviário rápido da empresa Caminhos de Ferro Portugueses, que unia as cidades de Lisboa e Porto, em Portugal.

## Caracterização
Em 1984, este comboio realizava-se directamente entre as Estações de Lisboa-Santa Apolónia e Porto-Campanhã, com apenas uma paragem em Vila Nova de Gaia.
Apenas possuía lugares em primeira classe, utilizando carruagens salão, e dispunha de um serviço de restaurante, bar e mini-bar.